# Peter Taylor (remero)
Peter Taylor (Lower Hutt, 3 de enero de 1984) es un deportista neozelandés que compitió en remo.
Participó en tres Juegos Olímpicos de Verano, obteniendo una medalla de bronce en Londres 2012, en la prueba de doble scull ligero, el séptimo lugar en Pekín 2008 (doble scull ligero) y el quinto en Río de Janeiro 2016 (cuatro sin timonel ligero).
Ganó cinco medallas en el Campeonato Mundial de Remo entre los años 2009 y 2014.

## Palmarés internacional
| Juegos Olímpicos   | Juegos Olímpicos          | Juegos Olímpicos  | Juegos Olímpicos          |
| Año                | Lugar                     | Medalla           | Prueba                    |
| ------------------ | ------------------------- | ----------------- | ------------------------- |
| 2012               | Londres (Reino Unido)     | Medalla de bronce | Doble scull ligero        |
| Campeonato Mundial |                           |                   |                           |
| Año                | Lugar                     | Medalla           | Prueba                    |
| 2009               | Poznań (Polonia)          | Medalla de oro    | Doble scull ligero        |
| 2010               | Cambridge (Nueva Zelanda) | Medalla de bronce | Doble scull ligero        |
| 2011               | Bled (Eslovenia)          | Medalla de plata  | Doble scull ligero        |
| 2013               | Chungju (Corea del Sur)   | Medalla de plata  | Cuatro sin timonel ligero |
| 2014               | Ámsterdam (Países Bajos)  | Medalla de plata  | Cuatro sin timonel ligero |